# 昆明西站
昆明西站是一个成昆线上的铁路车站，位于云南省昆明市西山区，建于1964年，邮政编码为650031。昆明西站目前为三等站，隶属昆明铁路局管辖，该站仅办理整车货物发到，此外还办理昆明站部分旅客列车车底的技术整备作业。
车站设有货车场、客车到发场和客车整备场。其中货车场和客车到发场有成昆铁路和昆楚大铁路经过，分别设有6条到发线和4条到发线，客车场还设有2座侧式站台。客车整备场内设普客整备线9条、普客兼动车组（含CR200J）存车线6条，并预留普客存车线6条，临修线1条、动车检查库线1条。专用线自车站西咽喉引出，下穿客车正线后接上普坪村电厂专用线，而另一条则转向东、外包客车场后衔接普吉工业区。